# Cyclea sutchuenensis
Cyclea sutchuenensis là một loài thực vật có hoa trong họ Biển bức cát. Loài này được Gagnep. mô tả khoa học đầu tiên năm 1908.